# 十字乡 (桂阳县)
十字乡原属湖南省桂阳县下辖乡，2012年4月撤销。十字乡与原飞仙镇、余田乡、古楼乡成建制合并设立舂陵江镇。十字乡撤销前行政区划代码431021224；2011年末下辖横塘村、愁下村、双林村、大市村、陈江村、黄土村、柏家村、九岐村、岐石村、茶林村、定心村、十字村、蔓池村共计13行政村。